# Памфили, Бенедетто
Бенедетто Памфили (итал. Benedetto Pamphilj; 25 апреля 1653, Рим, Папская область — 22 марта 1730, там же) — итальянский куриальный кардинал. Внучатый племянник Папы Иннокентия X и сын Камилло Памфили. Префект Верховного Трибунала Апостольской Сигнатуры справедливости c 23 марта 1685 по 23 августа 1693. Архипресвитер патриаршей Либерийской базилики с 3 ноября 1694 по 20 апреля 1699. Архипресвитер патриаршей Латеранской базилики с 20 апреля 1699 по 22 марта 1730. Библиотекарь Святой Римской Церкви с 26 февраля 1704 по 22 марта 1730. Кардинал-дьякон с 1 сентября 1681, с титулярной диаконией Санта-Мария-ин-Портико-Кампителли с 22 сентября 1681 по 30 апреля 1685. Кардинал-дьякон с титулярной диаконией Сан-Чезарео-ин-Палатио с 30 апреля 1685 по 30 сентября 1686. Кардинал-дьякон с титулярной диаконией Санта-Мария-ин-Космедин с 30 сентября 1686 по 17 мая 1688. Кардинал-дьякон с титулярной диаконией Сант-Агата-алла-Субурра с 17 мая 1688 по 22 декабря 1693. Кардинал-дьякон с титулярной диаконией Санта-Мария-ин-Виа-Лата с 22 декабря 1693. Кардинал-протодьякон с 22 декабря 1693 по 22 марта 1730.